# Levittown
 (signalé en mai 2025).
Si vous disposez d'ouvrages ou d'articles de référence ou si vous connaissez des sites web de qualité traitant du thème abordé ici, merci de compléter l'article en donnant les références utiles à sa vérifiabilité et en les liant à la section « Notes et références ».
- Archive Wikiwix
- Bing
- Cairn
- DuckDuckGo
- E. Universalis
- Gallica
- Google
- G. Books
- G. News
- G. Scholar
- Persée
- Qwant
- (zh) Baidu
- (ru) Yandex
- (wd) trouver des œuvres sur Wikidata

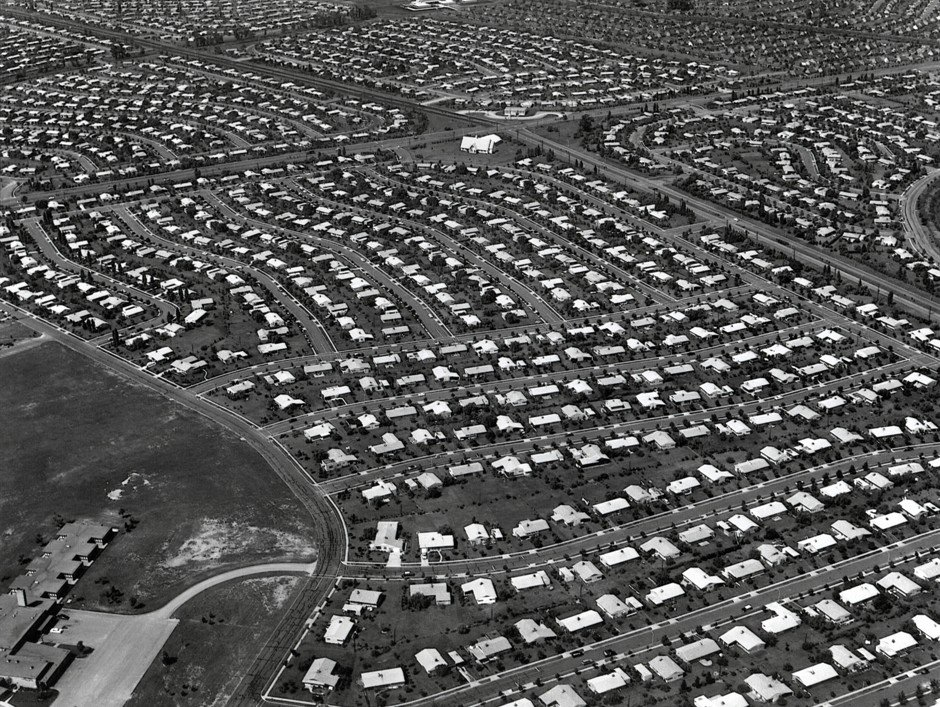
La ville de Levittown, en Pennsylvanie en 1959.

Levittown fait référence à plusieurs implantations suburbaines.
C'est le nom de plusieurs grands ensembles pavillonnaires résidentiels de banlieue créés aux États-Unis (dont un à Porto Rico) par le promoteur immobilier William Levitt (en) (1907-1994) et sa société Levitt & Sons.

## Lieux
- Levittown, en Pennsylvanie.
- Levittown, à Porto Rico.
- Levittown, à New York.